# Samantha Futerman
Samantha Futerman, née le 19 novembre 1987 à Busan, est une actrice et réalisatrice américaine d'origine coréenne.
Samantha Futerman découvre à l'âge de 25 ans avoir une sœur jumelle française, Anaïs Bordier, dont elle a été séparée à la naissance. Elles se retrouvent sur le net et se rencontrent pour la première fois à Londres.

## Biographie
Samantha Futerman a été adoptée trois mois après sa naissance par une famille américaine vivant à Verona, dans le New Jersey. Sa mère adoptive est institutrice de maternelle et son père adoptif est comptable. Elle a également deux frères aînés, Matt et Andrew, les fils biologiques de ses parents. Elle est diplômée de la Professional Performing Arts School à New York et de l'université de Boston.
Elle commence sa carrière d'actrice dans le film de comédie dramatique américain The Motel réalisé par Michael Kang, tiré du roman Waylaid de Ed Lin. Elle incarne le rôle de Satsu Sakamoto, la sœur de Chiyo dans le film américain Mémoires d'une geisha de Rob Marshall, tiré du roman Geisha de Arthur Golden. Elle joue aux côtés de Zhang Ziyi, Ken Watanabe, Michelle Yeoh et Gong Li.
Le 21 février 2013, elle fait la connaissance de sa sœur jumelle, Anaïs Bordier, étudiante en stylisme à Londres, adoptée par une famille parisienne, grâce à un message envoyé sur Facebook par sa sœur, qui lui écrit : « Se pourrait-il qu'on soit sœurs, séparées à la naissance ? » Elle communique ensuite avec elle sur des chats vidéos en ligne et lance une campagne en ligne Kickstarter pour amasser des fonds pour un documentaire qui « évoquera la nature contre la culture, l'adoption, la sororité et la puissance des réseaux sociaux ». Elles recueillent près de 35 000 $ grâce à 800 bailleurs de fonds qui veulent voir la réunion des sœurs devenir une réalité. L'argent sert également à payer les voyages, le cinéma et un test ADN pour confirmer leur relation. Il permet de tourner le film Twinsters, qui sort en 2015.
Le 19 mars 2022, Futerman épouse le réalisateur de ce documentaire, Ryan Miyamoto, lors d'une cérémonie tenue à New York. Ils ont une fille en 2024.

## Filmographie

### Cinéma

#### Actrice

##### Longs métrages
- 2005 : The Motel de Michael Kang : Christine
- 2005 : Mémoires d'une geisha de Rob Marshall : Satsu Sakamoto, la sœur de Chiyo
- 2007 : Dear Lemon Lima de Suzi Yoonessi : Nothing Madeline Amigone
- 2007 : Across The Universe de Julie Taymor : danseuse du bal de promo
- 2008 : Harold de T. Sean Shannon : Katy
- 2010 : Trop loin pour toi de Nanette Burstein : Jeune stagiaire
- 2013 : 21 and Over de Jon Lucas et Scott Moore : Sally Huang
- 2015 : Twinsters de Ryan Miyamoto et Samantha Futerman : elle-même
- 2015 : Man Up de Justin Chon : Regan

##### Courts-métrages
- 2014 : Alice de Christina Sun Kim : Alice

#### Réalisatrice
- 2015 : Twinsters de Ryan Miyamoto et Samantha Futerman

### Télévision
- 2011 : A Gifted Man : Monica Lee
- 2012 : Up All Night : Riley
- 2012 : La Loi selon Harry : Madison Tanaka
- 2013 : Kroll Show : Tunes
- 2013 : The Big C : Lydia Hye

## Distinctions

### Récompenses
- 2015 : Festival international du film asiatique-pacifique de Los Angeles : Grand prix du jury : Meilleur long-métrage documentaire, Twinsters (partagé avec Ryan Miyamoto)

### Nominations
- 2015 : South by Southwest : Grand prix du jury SXSW: Long-métrage documentaire, Twinsters (partagé avec Ryan Miyamoto)